# Willie Bryant (Fußballspieler)
William „Willie“ Bryant (* 1874 in Rotherham; † 25. Oktober 1918) war ein englischer Fußballspieler. Der rechte Außenstürmer bestritt zwischen 1894 und 1902 für Rotherham Town, Newton Heath und die Blackburn Rovers insgesamt 188 Partien (56 Tore) in der Football League.

## Karriere
Bryant spielte für Wath Athletic und Chesterfield Town in lokalen Ligen, bevor er 1894 zu Rotherham Town in die Football League Second Division kam. Mit Rotherham spielte Bryant in der unteren Tabellenregion der Second Division, daran konnte auch Bryants für einen Außenstürmer bemerkenswerte Torquote von 19 Treffern in 54 Spielen nichts ändern. Im April 1896 wechselte er nach Manchester zum Ligakonkurrenten Newton Heath, Rotherham belegte derweil am Saisonende den vorletzten Tabellenplatz und stellte den Spielbetrieb ein. Bei Newton Heath gehörte der schnelle und trickreiche Außenstürmer in den folgenden Jahren zu den konstantesten Akteuren. Den Aufstieg in die First Division verpasste das Team als Vizemeister 1897, als man in den „Test Matches“ genannten Aufstiegsspielen gegen Sunderland das Nachsehen hatte und in der Second Division verblieb. In den folgenden Jahren gehörte die Mannschaft zwar weiterhin zur Spitzengruppe der Liga, belegte aber dreimal in Folge nur noch Platz 4. 1898 gewann man dafür durch einen 2:1-Erfolg über die Blackburn Rovers mit dem Lancashire Senior Cup den ersten bedeutsamen Titel der Vereinsgeschichte.
Zudem repräsentierte Bryant am 6. November 1897 als erster Spieler von Newton Heath die Football League in einem Inter-League-Match. In der Partie an der Hyde Road, dem Heimstadion von Manchester City, bildete er mit Steve Bloomer, Billy Beats, George Wheldon und Joe Schofield die Stürmerreihe gegen die Irish League. Dies blieb aber trotz eines 8:1-Erfolgs sein einziger Einsatz, die Position auf dem rechten Flügel war in den Auswahlmannschaften zu dieser Zeit zumeist von Charlie Athersmith besetzt. 
Im März 1900 wurden Bryant und Bob Parkinson aus unbekanntem Grund von der Vereinsführung suspendiert und nur wenig später wechselte er für eine Ablöse von £50 zum Erstdivisionär Blackburn Rovers. Bei Blackburn kam Bryant auf den Außenpositionen nicht an den etablierten Spielern Arnold Whittaker und Fred Blackburn vorbei und wurde daher auch als Halbstürmer und gar in der Läuferreihe aufgeboten. Auch durch den Einsatz auf für ihn ungewohnten Positionen gelang es Bryant nicht, sich im Team dauerhaft zu etablieren; erzielte aber bei einem 3:3-Unentschieden gegen Aston Villa im Oktober 1900 den einzigen Hattrick Blackburns in jener Saison. Letztlich verließ er den Klub am Ende der Saison 1901/02 wieder, nach insgesamt acht Toren in 25 Einsätzen.